# Adhérence (physique)
Pour les articles homonymes, voir Adhérence.
 (mai 2016).
Si vous disposez d'ouvrages ou d'articles de référence ou si vous connaissez des sites web de qualité traitant du thème abordé ici, merci de compléter l'article en donnant les références utiles à sa vérifiabilité et en les liant à la section « Notes et références ».
L’adhérence est l'ensemble des forces qui s'exercent entre deux substances en contact étroit et les empêchent de glisser l'une contre l'autre. Ces substances sont généralement deux solides mais l'une d'entre elles peut être un liquide ou un gaz.
La valeur de l'adhérence se mesure par l'énergie nécessaire pour rompre les liaisons interatomiques ou intermoléculaires qui s'opposent au glissement.
L'adhérence ne doit pas être confondue avec l'adhésion qui désigne les phénomènes physico-chimiques aboutissant à la réalisation des collages.

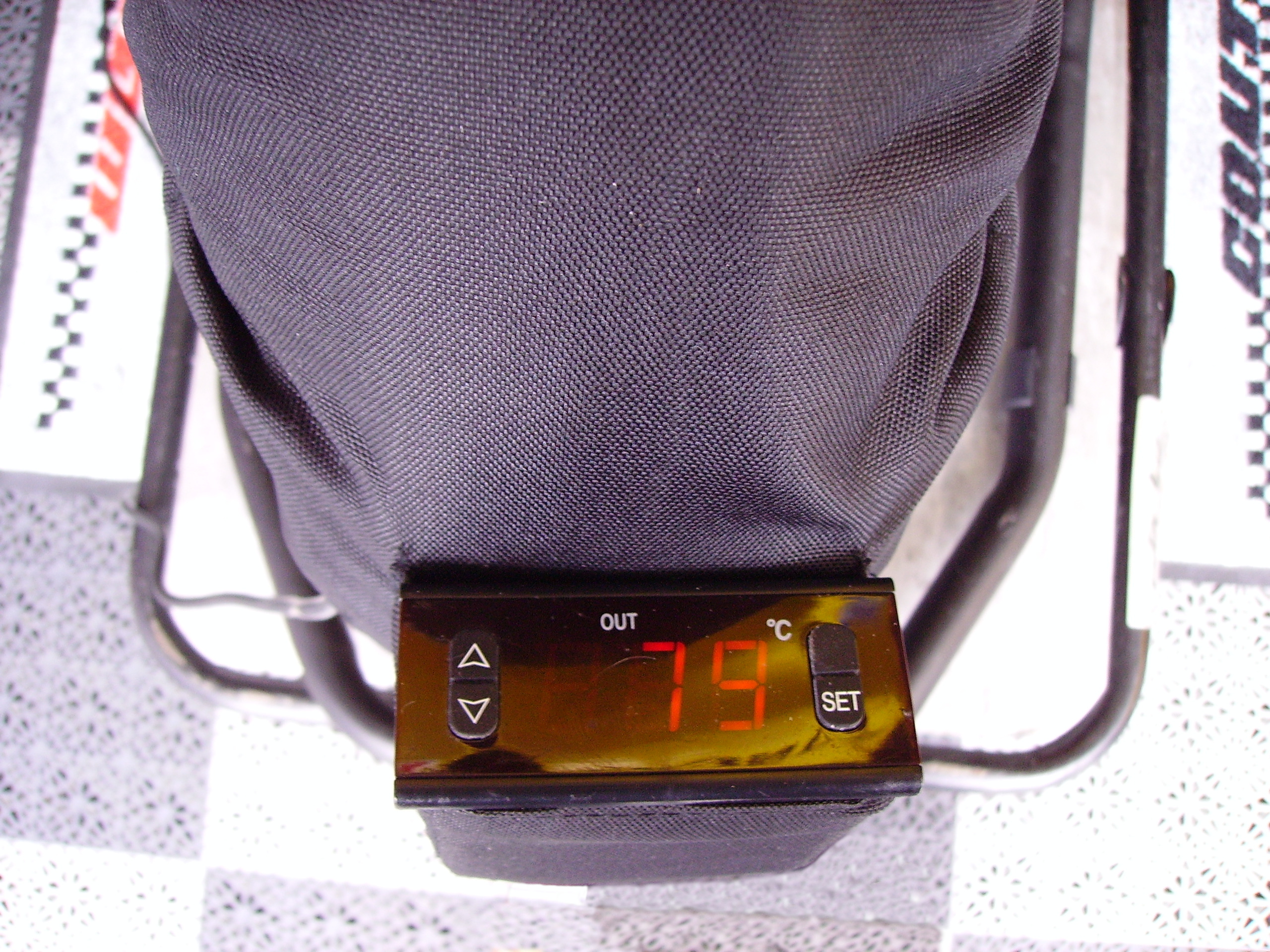
Préchauffage d'un pneu de moto afin d'augmenter son adhérence.

## Origine de l'adhérence
À courte distance, les atomes exercent entre eux une attraction, la force de van der Waals. Cette force s'oppose au mouvement relatif des surfaces en contact.
L'adhérence statique est due à l'électricité statique.
L'adhérence peut aussi être le produit du vide (principe de la ventouse, qui ne fonctionne pas dans le vide sidéral), par exemple utilisé dans la nature par la patelle ou l'anémone pour se fixer sur un substrat lisse ou par la pieuvre. On parle aussi d'adhérence sèche pour décrire l'adhésion remarquable des doigts du Gecko à divers substrats.

## Modélisation de l'adhérence
En absence d'adhérence, la force de contact {\displaystyle {\vec {\mathrm {R} }}} qu'exerce un objet sur l'autre est perpendiculaire à la surface de contact. Du fait de l'adhérence, cette force peut être inclinée par rapport à la normale ; on peut aussi décomposer le vecteur force en un vecteur normal {\displaystyle {\vec {\mathrm {N} }}} et un vecteur tangentiel {\displaystyle {\vec {\mathrm {T} }}}
{\displaystyle {\vec {\mathrm {R} }}={\vec {\mathrm {N} }}+{\vec {\mathrm {T} }}}
en situation d'adhérence, {\displaystyle {\vec {\mathrm {T} }}} peut être non nul.
Si l'intensité de la force tangentielle dépasse une certaine valeur, les surfaces se mettent à glisser l'une par rapport à l'autre ; on quitte le domaine de l'adhérence pour rentrer dans celui du frottement. Cette intensité limite Tmax dépend de nombreux facteurs. Le modèle le plus simple est la loi de Coulomb.
Notons que l'on peut prédire l'intensité de la force tangentielle limite, mais la force tangentielle peut prendre une valeur arbitraire, éventuellement nulle, tant qu'elle ne dépasse pas cette valeur. On s'intéresse en général au cas limite {\displaystyle \|{\vec {\mathrm {T} }}\|=\mathrm {T_{max}} }.

## Arc-boutement
Dans certaines situations, on ne peut pas vaincre l'adhérence. Ce phénomène est appelé arc-boutement. Il peut être utilisé volontairement, pour verrouiller un système, ou peut intervenir de manière parasite, provoquant un blocage inattendu.

## Adhérence par biomimétisme
De nombreuses espèces animales (gecko, pieuvre, patelle...), végétales (crampon de la vigne vierge), fongiques, lichéniques et bactériennes (biofilm) ont développé des solutions originales, efficaces et peu coûteuses en énergie d'adhésion à un substrat. La biomimétique les étudie pour tenter de s'en inspirer, y compris hors de la biosphère.
Ainsi agripper un objet ou s’attacher à une surface dans le vide ou dans une station orbitale reste une action complexe.  Par exemple, les pinces à doigt opposé imitant une main saisissent mal les gros débris spatiaux, les ventouses ne fonctionnent pas dans le vide et les adhésifs chimiques collants sont peu efficaces aux températures extrêmes de l'orbite terrestre. Des pinces fonctionnant grâce à de microscopiques filaments de silicium, bioinspirées par les surfaces d’« adhérence sèche » des doigts du gecko, ont été mises au point, et testées avec succès en 2017. Ces nouvelles ventouses fonctionnent aussi sur terre, restant par exemple collées au mur durant plusieurs semaines de tests. De futurs robots pourraient en être équipés pour effectuer  des sorties ou des réparations sur un engin spatial ou pour capturer des débris spatiaux encombrant dangereusement l'orbite terrestre.

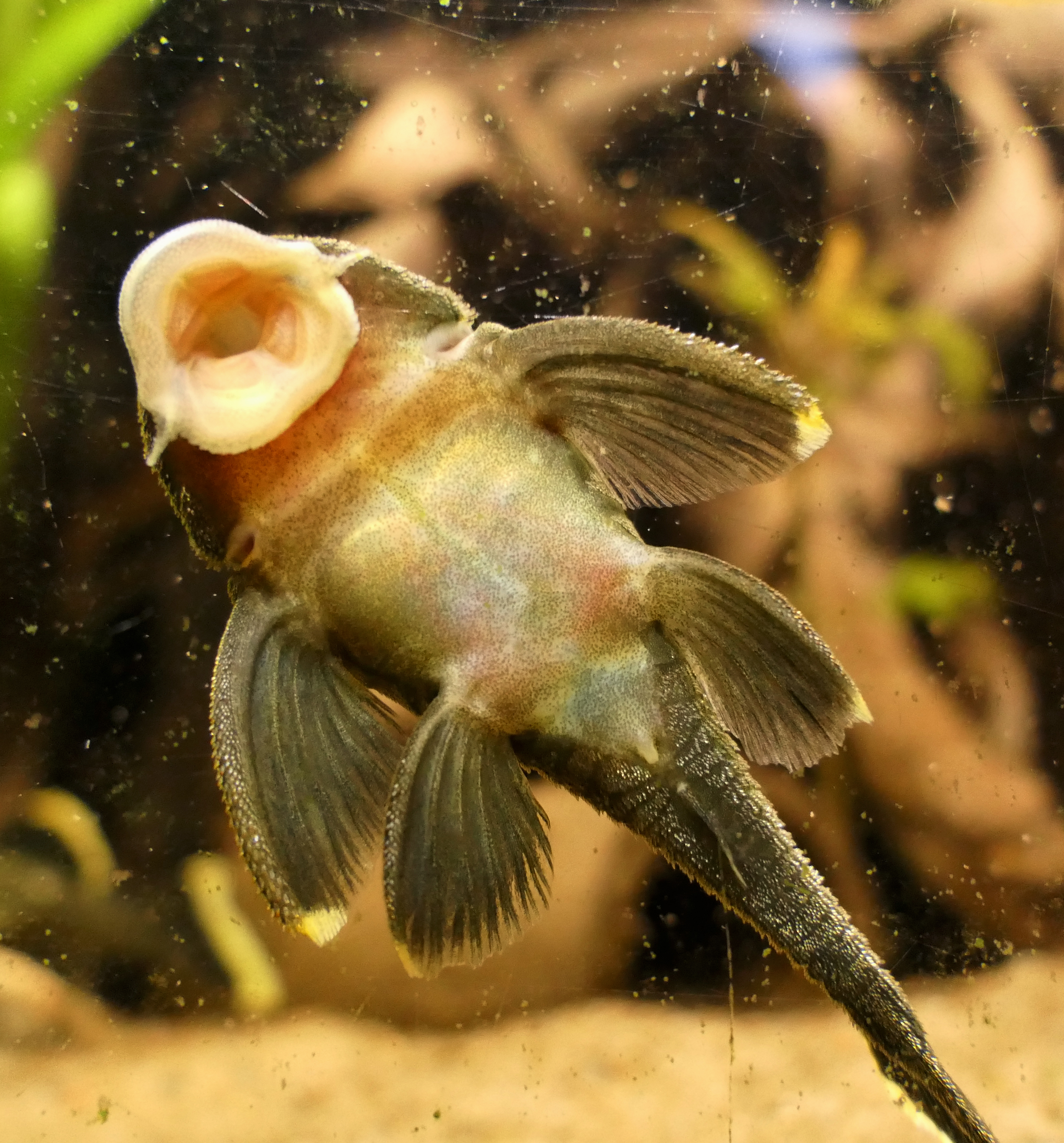
Poisson à la bouche en ventouse (Baryancistrus chrysolomus).
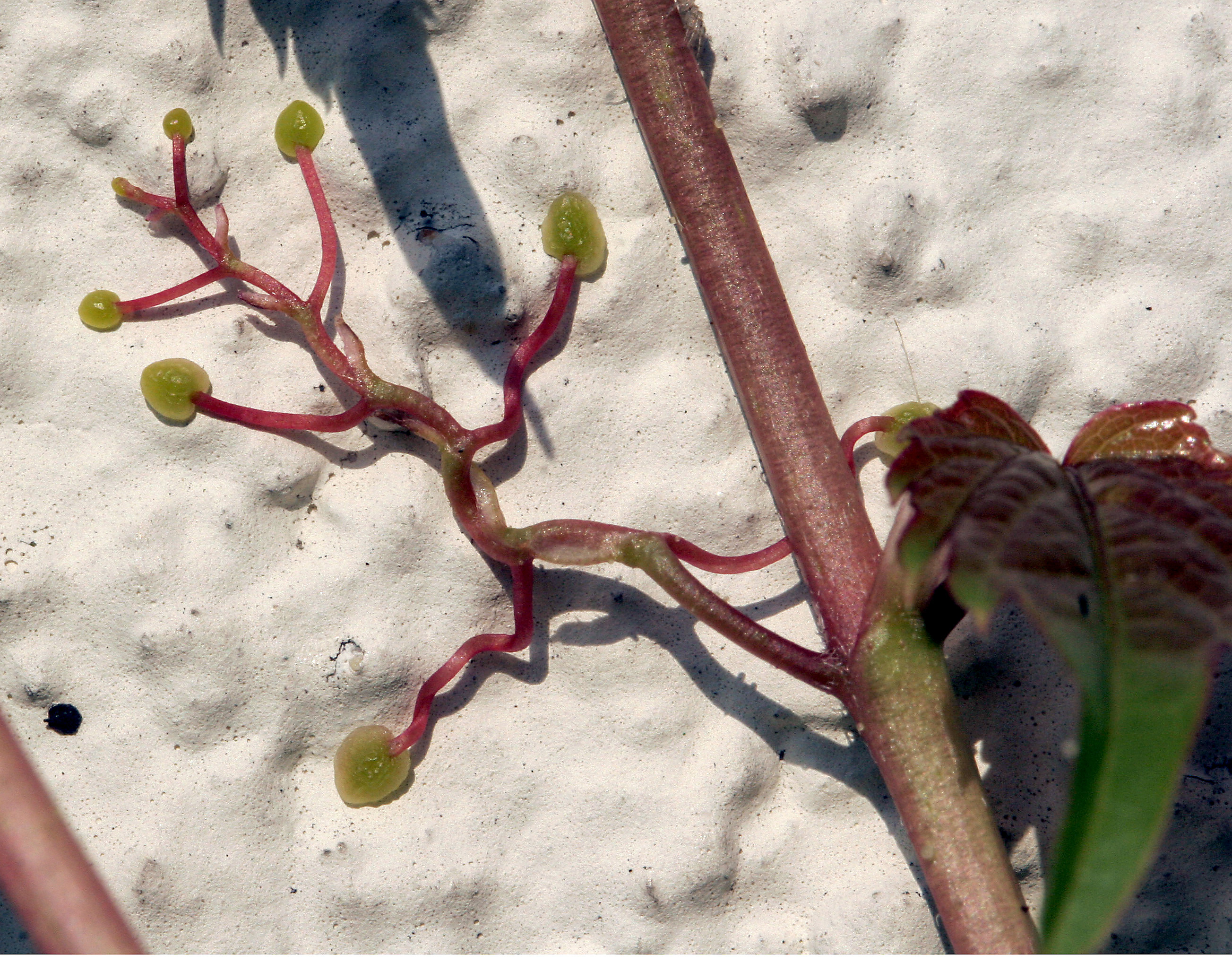
Crampons de Vigne vierge.
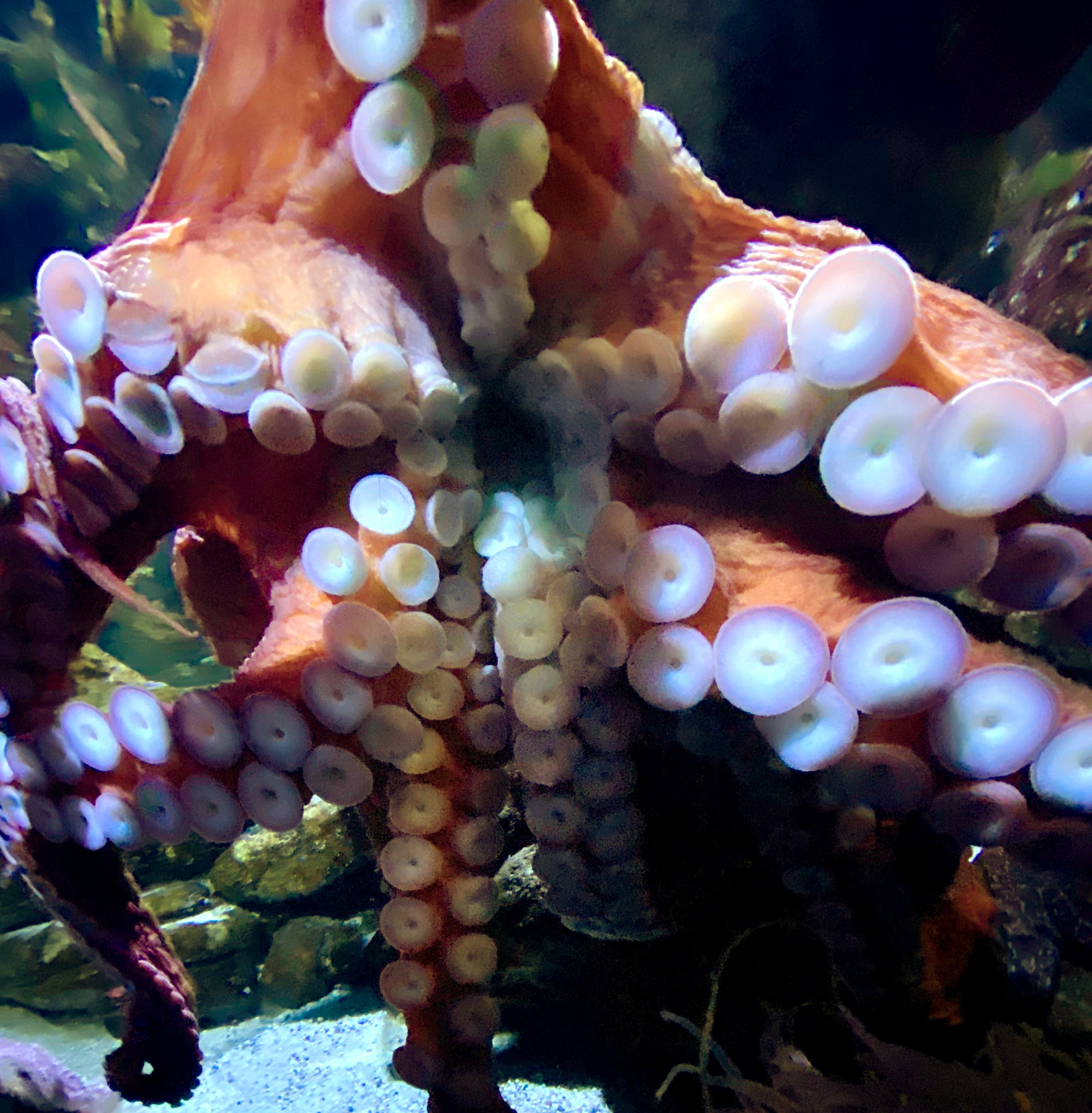
Ventouses d'un poulpe
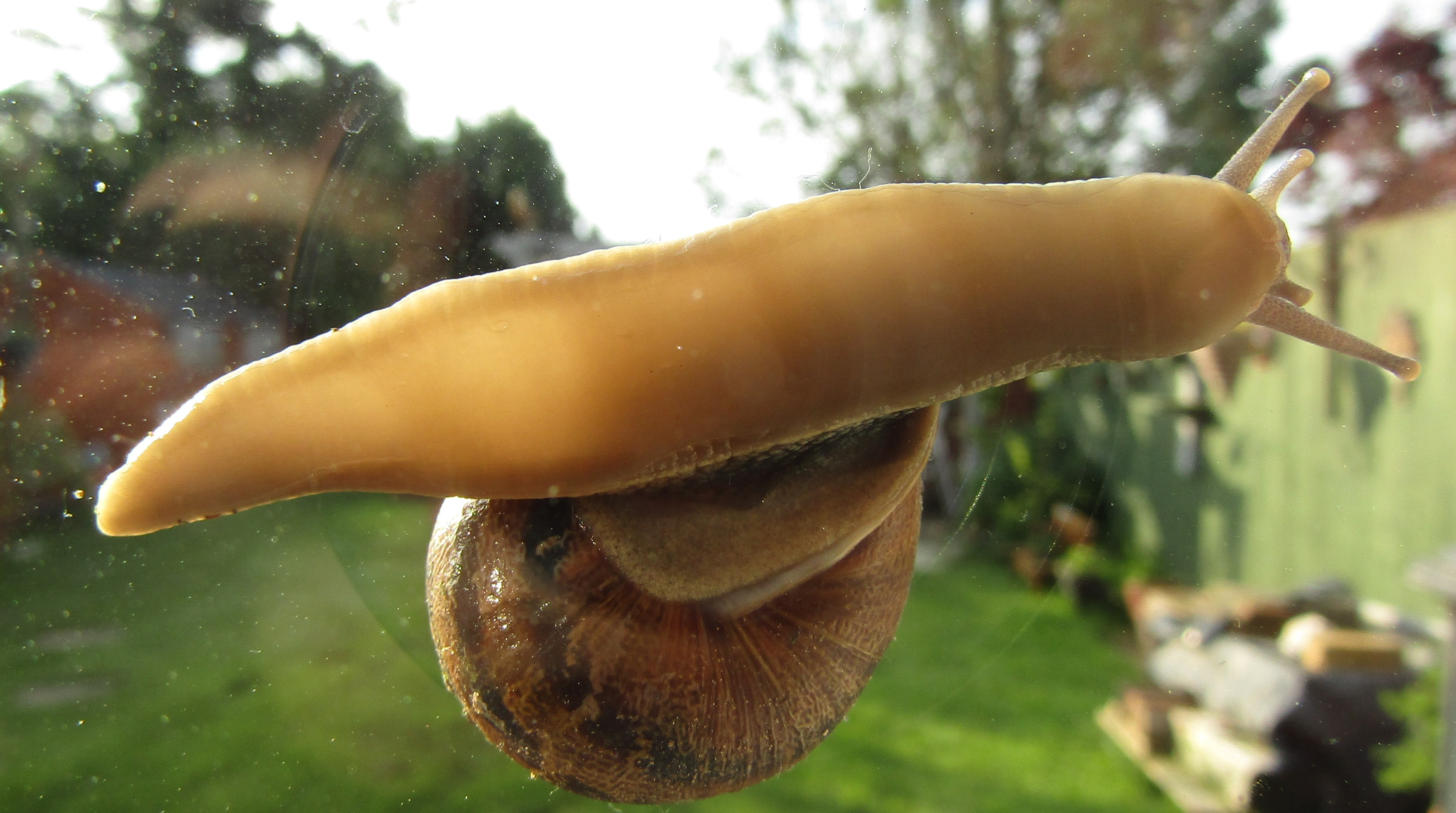
Escargot Petit-gris sur une vitre.
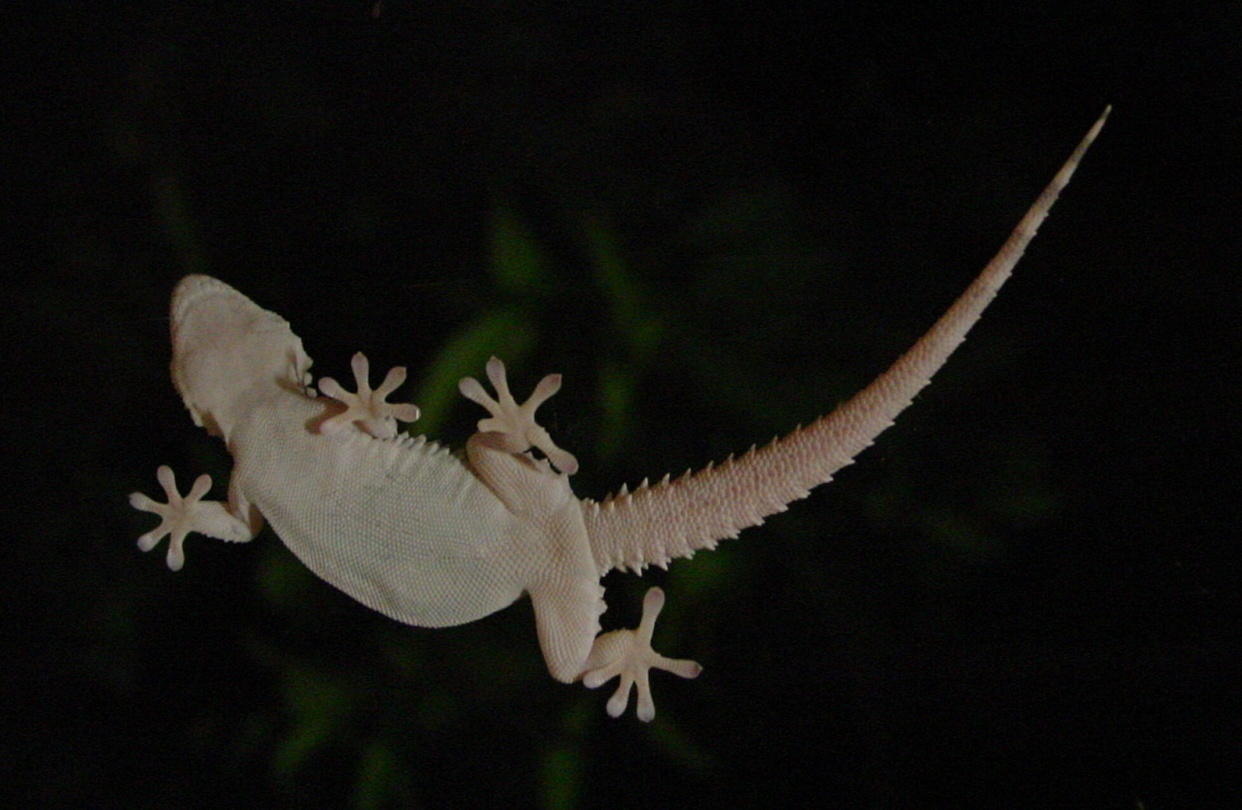
Un gecko.
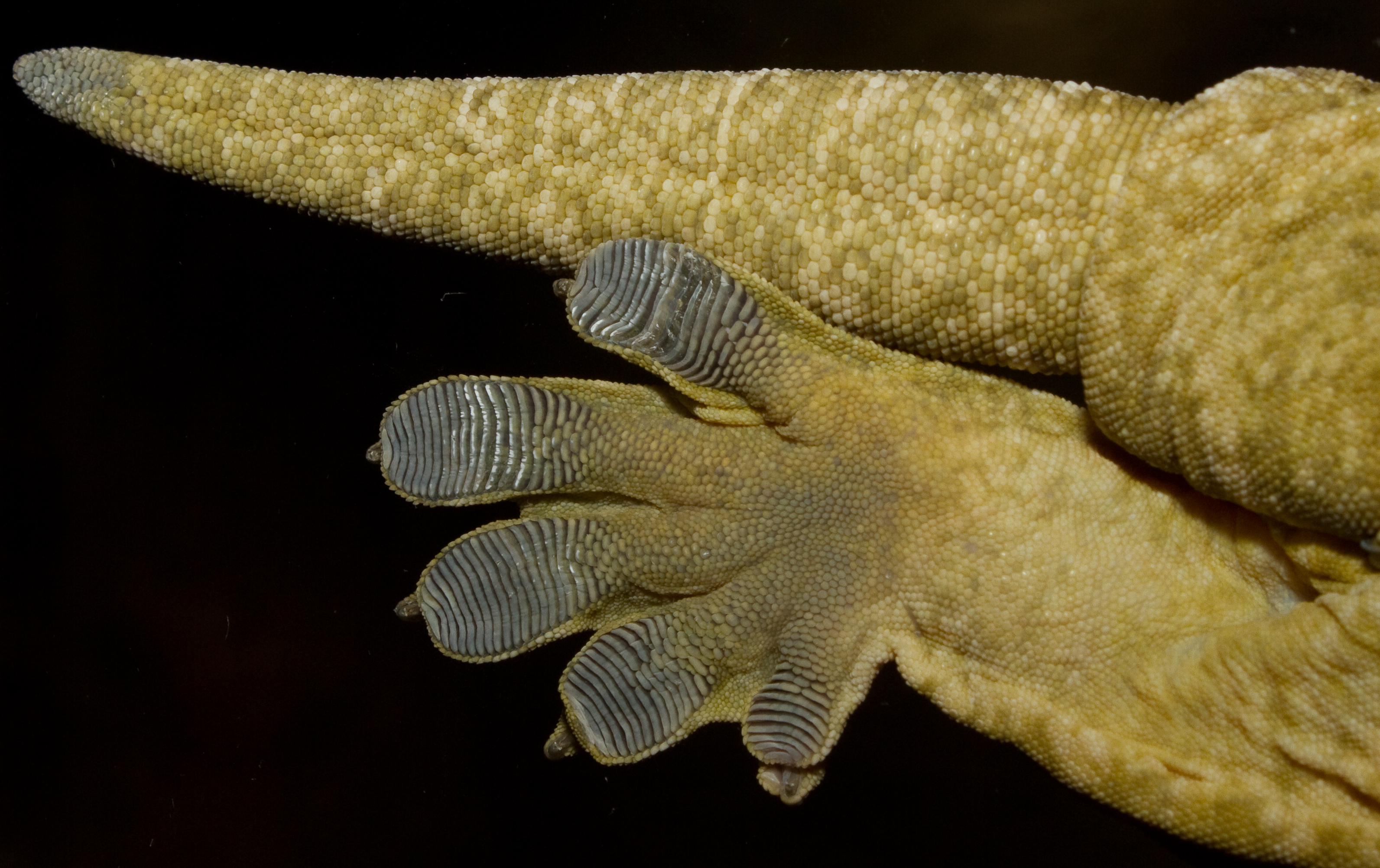
Doigts d'un Gecko géant